# Lola (namn)
För andra betydelser, se Lola.
Lola är ett förnamn. Det kan vara en variant av namnet Dolores med betydelsen "sorg" eller "smärtor". Dolores kommer i sig från den spanska titeln för Jungfru Maria, María de los Dolores, vilket betyder 'den smärtofyllda Maria'. Namnet kan även bildas efter namnen Viola och Carola. En sidoform är Lolita, 'lilla Lola'.
Namnet har använts i den engelsktalande världen från 1900-talet och blev populärt i Amerika under 1920- och 1930-talen.
I Sverige bär 1335 kvinnor detta namn, varav 814 som tilltalsnamn.

## Personer med namnet Lola
- Lola Alvarez Bravo, mexikansk fotograf
- Lola Montez, irländsk dansös och mätress